# Franz Wilhelm von Spiegel
Pour les articles homonymes, voir Spiegel.
Franz Wilhelm Freiherr von Spiegel zum Desenberg (né le 8 janvier 1753 au Château de Canstein à Marsberg, mort le 6 août 1815 au château de Canstein) est un noble westphalien, adepte des Lumières, fonctionnaire et ministre de l'Électorat de Cologne.

## Biographie
Il vient de l'une des familles aristocratiques du duché de Westphalie. Son père Theodor Herrmann von Spiegel est sénéchal en 1758 et donc le plus haut représentant de l'État de Cologne. Son demi-frère Ferdinand August von Spiegel deviendra archevêque de Cologne.
Il reçoit une éducation de la part d'un précepteur. À 10 ans, il devient page à la cour de Maximilien-Frédéric de Königsegg-Rothenfels à Bonn et suit les cours réservés à cette fonction, supervisés par les Jésuites. Il étudie ensuite à Louvain et à Göttingen où il fait la connaissance de Heinrich Friedrich Karl vom Stein.
Au cours de ses études, il s'initie aux idées des Lumières et devient pendant un temps membre d'une loge maçonnique de Rite écossais rectifié, sous le nom de Franciscus Eques ab Unione. En 1802, il formule ainsi sa position sur les Lumières : "Ce qui perdurerait dans une raison avancé ni d'une critique de la raison ni d'une raison pratique se décomposerait lui-même."
En 1775, il devient conseiller de l'Électorat de Cologne à Bonn. Malgré le dégoût pour le sacerdoce, il accepte une charge religieuse pour des raisons financières. Pour prouver des études théologiques, il va à Rome en 1776. Après son séjour, il reçoit les ordres mineurs et obtient une mission à Hildesheim puis est ordonné diacre à Munich.
Après la mort de son père en 1779, von Spiegel reprend sa charge de sénéchal et rédige un mémoire pour la réforme du duché inspiré par le joséphisme prévoyant une répartition plus équitable de l'impôt ou la création d'écoles élémentaires. En 1781, il crée un organisme supervisant l'éducation dans le duché. Il se consacre aussi à la réforme du système judiciaire et d'une «police» en construisant une prison à Arnsberg. Cependant la plupart de ces idées ne remporte pas l'adhésion de la noblesse, du clergé et de la bourgeoisie.
Après la nomination de Maximilien François d'Autriche comme archevêque de Cologne, von Spiegel s'installe dans cette ville. À ce titre, il étend les droits électoraux dans le duché de Westphalie. En tant que ministre, il est une personnalité connue dans toute l'Allemagne. En 1786, il est président de la Cour des Comptes et ministre des finances de l'Électorat et parvient à un équilibre financier et à un développement économique par la navigation sur le Rhin.
Il est aussi responsable de la politique de l'éducation et de la culture. À la place d'un favoritisme aristocratique, il privilégie les compétences et l'éducation, met en œuvre ses idées éclairées dans une réforme de l'enseignement primaire (enseignement obligatoire, l'amélioration de la formation des enseignants, etc.), une mission qu'il confie à Friedrich Adolf Sauer. Il crée aussi des écoles professionnelles ayant pour but le développement économique.
Il reçoit le soutien des gens partageant les idées des Lumières et des électeurs mais la désapprobation du chapitre de la cathédrale de Cologne et de la Curie Romaine. On l'accuse d'hérésie, d'une tendance "démocratique", même si von Spiegel s'est prononcé contre la Révolution Française.
Au début des guerres révolutionnaires, une commission militaire que préside von Spiegel est créée à Bonn. Alors que les relations entre lui et Maximilien François d'Autriche se font froides, il demeure au service de l'Électorat. La plupart du territoire de la Rhénanie est occupée en 1794. Von Spiegel reste tandis que le chapitre s'en va à Arnsberg. Après la mort de Maximilien François d'Autriche en 1801, il perd beaucoup de son influence. Il voit impuissant le duché de Westphalie se rapprocher du grand-duché de Hesse. Sa tentative d'approche des nouveaux dirigeants avec un mémoire sur la sécularisation est un échec. En 1806, il est outré par l'abrogation de la noblesse de Westphalie et des privilèges de l'aristocratie par le grand-duché de Hesse.

## Source, notes et références
- (de) Cet article est partiellement ou en totalité issu de l’article de Wikipédia en allemand intitulé « Franz Wilhelm von Spiegel » (voir la liste des auteurs).
- (de) von Schulte, « Spiegel zum Desenberge, Franz Wilhelm Freiherr von », dans Allgemeine Deutsche Biographie (ADB), vol. 35, Leipzig, Duncker & Humblot, 1893, p. 155-156